# Theda Bara
Theda Bara (Cincinnati, Ohio, EUA, 29 de julho de 1885 – Los Angeles, Califórnia, EUA, 7 de abril de 1955), nascida Theodosia Burr Goodman, foi uma atriz estadunidense do cinema mudo.
O seu nome artístico seria um anagrama de "Arab Death" ("Morte Árabe"). Justificou-o no filme que a consagrou: "A Fool There Was" (Escravo de uma paixão) (1915). Na verdade, "Theda" era uma alcunha da infância para Theodosia, e "Bara" era aparentemente uma forma encurtada de seu sobrenome materno, Baranger.
Bara era uma das atrizes mais populares do cinema de sua era, além de ser um símbolo sexual dos mais adiantados do cinema. Seus papéis de mulher fatal deram-lhe a alcunha de "Vamp", que logo transformou-se em termo popular para uma mulher de ares predatórios. Junto com a atriz francesa Musidora, popularizou a personalidade vamp nos primeiros anos do cinema mudo e logo foi imitada pela atrizes rivais tais como Nita Naldi e Pola Negri.
Outros títulos típicos: "The Tiger Woman" (Coração de tigre) (1917), "Cleopatra"(1917), "When a Woman Sins" (Quando a mulher peca) (1918), "The Unchastened Woman"  (Mulher libertina) (1924). Dos mais de quarenta filmes que estrelou, apenas seis chegaram até os nossos dias.

## Biografia

### Nascimento
Theodosia Burr Goodman nasceu em 1885 na seção de Avondale, Cincinnati, Ohio.
Seu pai, Bernard Goodman (1853-1936, era um próspero alfaiate judeu nascido na Polônia. Sua mãe, Pauline Louise de Coppett (1861-1957), nasceu na Suíça e também era de origem judia. Eles se casaram em 1882.
O irmão e a irmã de Theda eram Marque (1888-?) e Esther (1897-?), que igualmente se tornou atriz de cinema, com o nome de Lori Bara e se casou com Francis W. Getty, de Londres, em 1920.
Em 1917, a família Goodman legalmente mudou seu nome para "Bara".

### Educação
Bara estudou na "Walnut Hills High School", de  1899 a 1903, e morou na 823 Hutchins Avenue.
Após efetuar dois anos de estudo na Universidade de Cincinnati, foi trabalhar em produções teatrais e explorar novos projetos, mudando-se para Nova York em 1908. Fez seu debut na Broadway em "The Devil", em 1908.

### Carreira
Theda Bara atuou em mais de 40 produções cinematográficas entre 1914 e 1926. As cópias completas de somente seis destas películas ainda existem. A maioria de películas de Bara foi produzida por William Fox, começando com A Fool There Was (1915) e terminando com  The Lure of Ambition (1919). O fenomenal sucesso de  A Fool There Was deu a William Fox o dinheiro para fundar a Fox Film Corporation, que se tornou um estúdio bem sucedido.
Ela foi a mais famosa das estrelas de cinema, perdendo somente para Charlie Chaplin e Mary Pickford em popularidade. Seus mais conhecidos papéis foram os que ela interpretava em estilo "vamp", embora muitas vezes ela tentasse também interpretar heroínas, como no filme "Under Two Flags" e "Her Double Life". Ela também interpretou a Julieta, de "Romeo and Juliet", de William Shakespeare. Embora Bara tomasse seu ofício seriamente, era demasiado bem sucedida como uma mulher "arbitrária e exótica", e assim tinha dificuldades em desenvolver uma carreira mais versátil.
Muitos dos filmes de Bara foram lançadas na costa leste, primeiramente no estúdio da Fox Films. A atriz viveu com sua mãe e irmãos em Nova York por muito tempo. A ascensão de Hollywood como o centro de indústria cinematográfica americana a forçou a se mudar para Los Angeles, para filmar o épico "Cleopatra" (1917). Este filme tornou Bara um grande "hit". Nenhuma cópia conhecida de Cleopatra existe hoje, mas fotografias numerosas de Bara no traje como a rainha do Nilo sobreviveram.

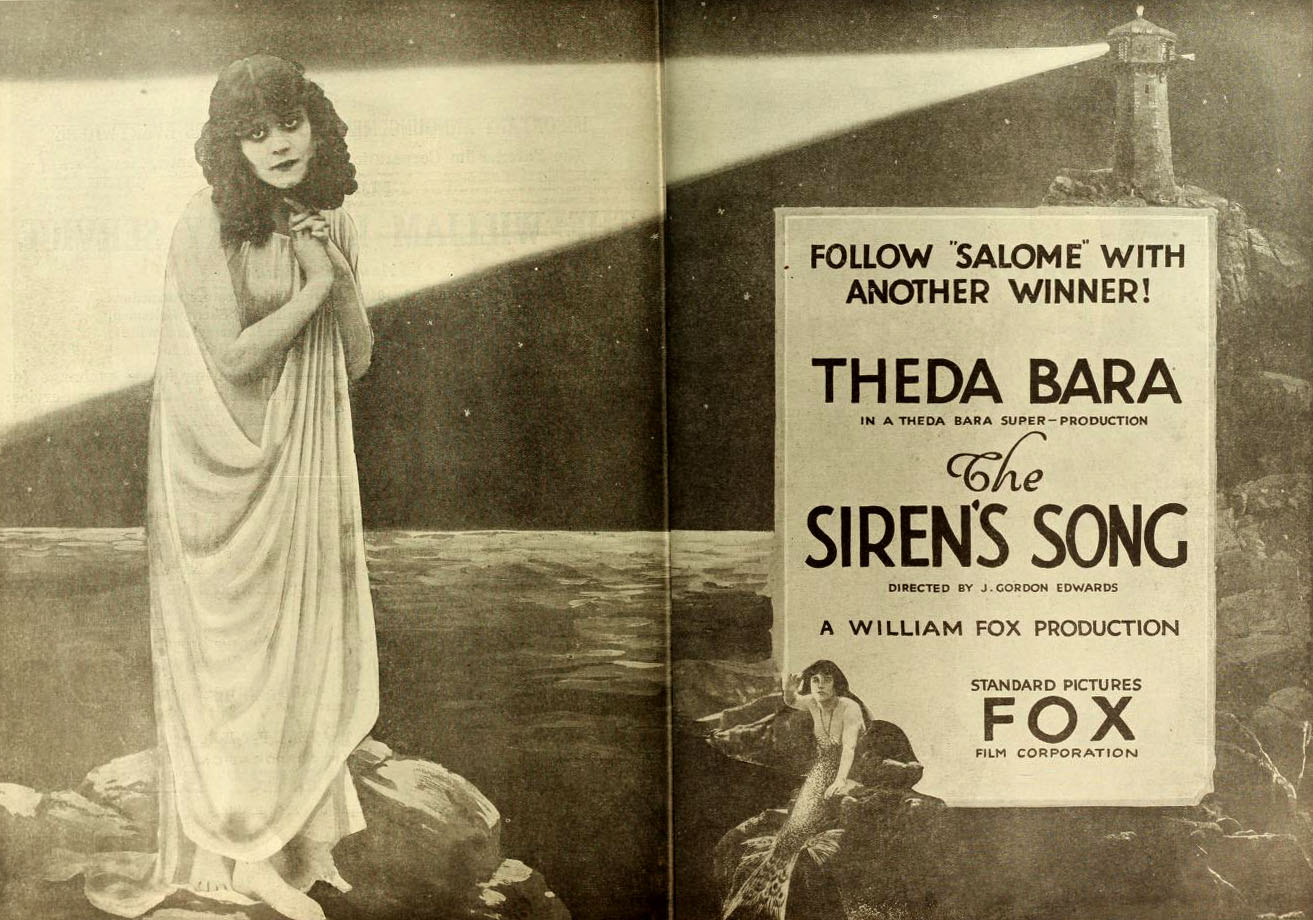
Anúncio (1919)

Entre 1915 e 1919, Bara foi promovida, tornando-se a grande estrela do estúdio. Quando perdeu esse suporte, sua carreira desabou. Cansou de fazer somente papéis "vamp", não se importando em renovar seu contrato com a Fox quando expirou (era de 5 anos). Seu último filme na Fox foi "The Lure of Ambition" (1919). Depois disso, só fez outro filme em 1925, "The Unchastened Woman" da Chadwick Pictures Corporation.
Bara aposentou-se após ter feito a comédia "Madame Mystery" (1926), feita por Hal Roach, onde parodiava sua imagem vamp.
Theda Bara é a famosa a ter uma porcentagem mais elevada de filmes perdidos em comparação com outros atores/atrizes de Hollywood. Em 1937, um incêndio nos armazéns da Fox, em Nova Jersey, destruiu a maioria dos filmes mudos deste estúdio.
Três de seus filmes ainda permanecem intactos, o restante foi quase totalmente perdido, tais como "Du Barry", "Carmen", "Salome" e "Camille". De "Cleopatra" ainda restam 40 segundos. Felizmente "A Fool There Was" foi preservado em uma cópia integral. "Madame Mystery" ainda existe em uma cópia de 9.5mm.

### Sex symbol

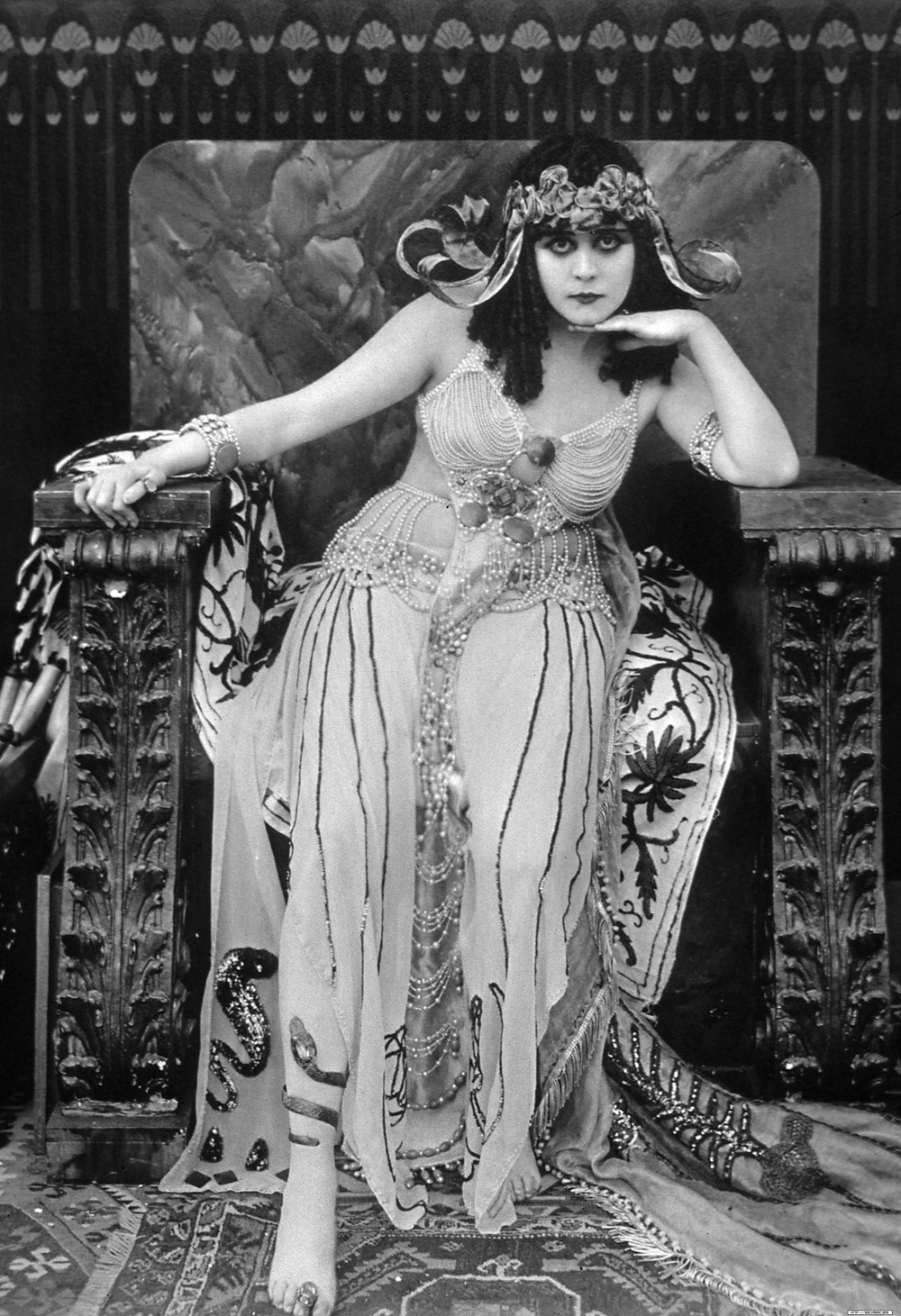
Theda Bara no filme Cleopatra (1917)

Bara é frequentemente mencionada como a primeira sex symbol desta era, e em um número considerável de seus filmes apareceu em trajes transparentes, que deixaram pouco ao imaginário do público. Tais figurinos foram "banidos" dos filmes de Holywood films  após o código de produção ser instaurado em 1930, e reforçado em 1934.
Bara foi fotografada com diversos figurinos temáticos, que eram de uso popular para promoção de atores e atrizes de ares misteriosos, juntamente com um cenário exótico. Os estúdios a promoveram com uma campanha de publicidade maciça, a descrevendo como nascida no Egito, filha de uma atriz francesa e de um escultor italiano. Além disso, disseram que ela havia passado seus primeiros anos no deserto do Saara, sob a sombra da esfinge, tendo se mudado para a França para estudar teatro (sendo que na realidade ela jamais fora ao Egito ou a França). Ela foi chamada de  "Serpente do Nilo", o que a incentivou a comentar sobre misticismo e ocultismo em suas entrevistas.
A essa altura, devido a fama de Theda Bara, sua imagem vamp se tornou notória e começou a ser referida em canções populares. Em  "Red-Hot Hannah": "I know things that Theda Bara's just startin' to learn - make my dresses from asbestos, I'm liable to burn....". A música "Rebecca Came Back From Mecca", diz:  "She's as bold as Theda Bara; Theda's bare but Becky's bare-er", e a música "If I had a man like Valentino" possui o refrão, "Theda Bara sure would die; she would never roll another eye".

### Casamento e "aposentadoria"

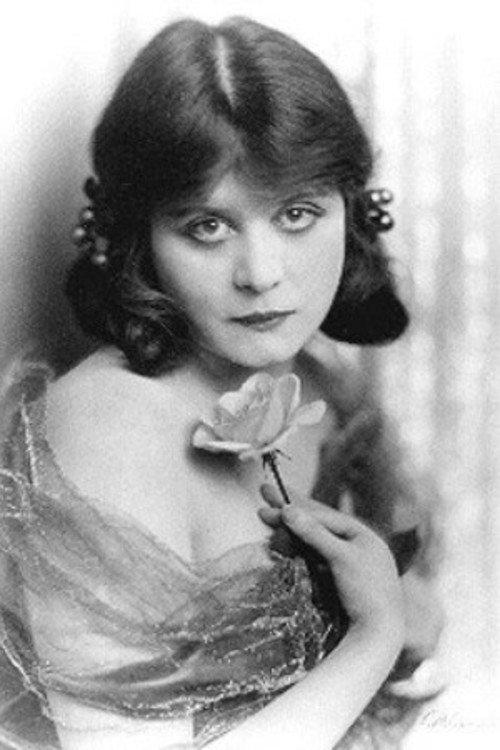
Theda Bara em foto promocional

Bara casou com o diretor britânico  Charles Brabin (1883-1957) em 1921. Sua carreira começou, então, a decair, sendo finalmente encerrada com a comédia "Madame Mystery" em 1926. No ano seguinte, Bara fez uma aparição bem sucedida ( porém mal comentada ) na Broadway em "The Blue Flame".
Embora sempre tenha expressado o interesse no retorno a atuar em cinema, seu marido não considerou apropriado que sua esposa tivesse uma carreira.
Ela fez uma série de entrevistas no rádio: em 8 de junho de 1936 na transmissão do Lux Radio Theater; 7 de março de 1939 como convidada da NBC e em 8 de novembro de 1939 na CBS.
Bara gastou o restante de sua vida vivendo entre Hollywood e Nova York, no conforto e na riqueza relativa. O produtor Buddy DeSylva e a  Columbia Pictures expressaram interesse, em 1949, em fazer um filme da biografia de sua vida, com a estrela Betty Hutton, mas o projeto nunca foi materializado.

### Morte

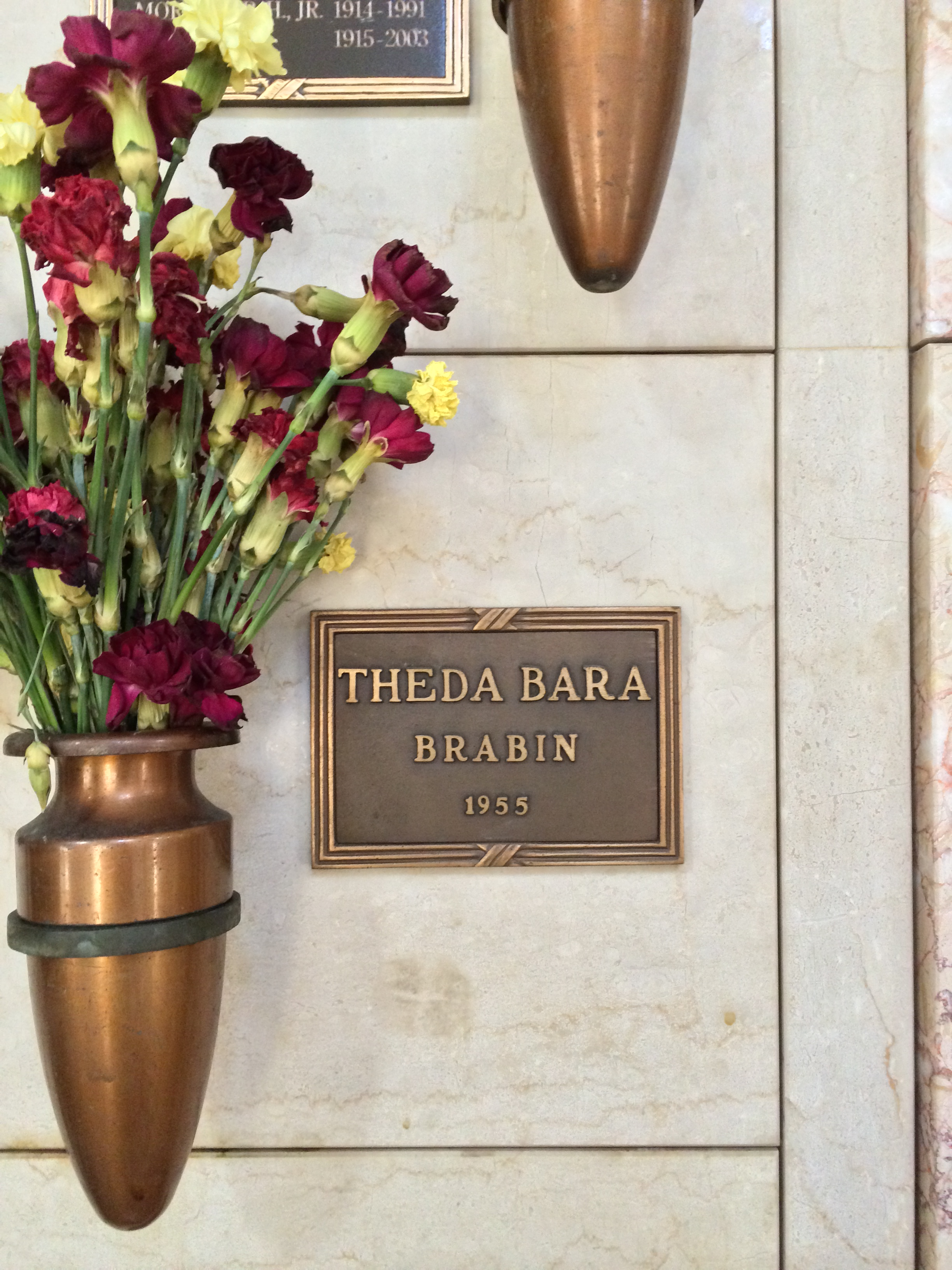
Túmulo de Theda Bara.

A atriz morreu de câncer de estômago em 1955, na cidade de Los Angeles, Califórnia. Foi enterrada como Theda Bara Brabin em Forest Lawn Memorial Park Cemetery na cidade de Glendale, Califórnia.

### Legado
- Theda Bara tem uma estrela na Calçada da Fama, em Hollywood.
- No ano de 1994 foi honrada com sua imagem nos selos dos Estados Unidos, projetado pelo caricaturista Al Hirschfeld.
- Em junho 1996, duas biografias apareceram: de Ron Genini "Theda Bara: A Biography" (McFarland) e de Eve Golden, "Vamp" (Emprise).
- Em outubro de 2005 a TimeLine Films premiou a filmobiografia "Theda Bara: The Woman With the Hungry Eyes".
- Um flme da britânica Georgina Starr intitulado "Theda" (baseado nas histórias sobre os filmes perdidos de Bara) foi premiado em novembro de 2006, na cidade de Londres.
- A Fort Lee Film Commission dedicou a Main Street e a Linwood Avenue in Fort Lee, Nova Jersey, como "Theda Bara Way" em  maio de 2006, em honra a Bara, que fez muitos filmes nos estúdios da Fox  na Linwood e na Main.
- A imagem de Theda Bara é símbolo do Chicago International Film Festival - um close de seus olhos em preto e branco, como frames repetidos em uma tira de película.

## Filmografia
| Ano  | Título                    | Papel                                  | Observações |
| ---- | ------------------------- | -------------------------------------- | --- |
| 1914 | The Stain                 | Gang moll                              | Uma impressão deste filme foi descoberta na Austrália nos anos 90. |
| 1915 | A Fool There Was          | The Vamp                               | |
| 1915 | The Kreutzer Sonata       | Celia Friedlander                      | Atualmente o filme é considerado perdido. |
| 1915 | The Clemenceau Case       | Iza                                    | Atualmente o filme é considerado perdido. |
| 1915 | The Devil's Daughter      | La Gioconda                            | Atualmente o filme é considerado perdido. |
| 1915 | Lady Audley's Secret      | Helen Talboys                          | |
| 1915 | The Two Orphans           | Henriette                              | Atualmente o filme é considerado perdido. |
| 1915 | Sin                       | Rosa                                   | Atualmente o filme é considerado perdido. |
| 1915 | Carmen                    | Carmen                                 | Atualmente o filme é considerado perdido. |
| 1915 | The Galley Slave          | Francesca Brabaut                      | Atualmente o filme é considerado perdido. |
| 1915 | Destruction               | Fernade                                | Atualmente o filme é considerado perdido. |
| 1916 | The Serpent               | Vania Lazar                            | Atualmente o filme é considerado perdido. |
| 1916 | Gold and the Woman        | Theresa Decordova                      | Atualmente o filme é considerado perdido. |
| 1916 | The Eternal Sapho         | Laura Bruffins                         | Atualmente o filme é considerado perdido. |
| 1916 | East Lynne                | Lady Isabel Carlisle                   | Uma impressão deste filme ainda sobrevive no arquivo do "Museum of Modern Art". |
| 1916 | Under Two Flags           | Cigarette                              | Atualmente o filme é considerado perdido. |
| 1916 | Her Double Life           | Mary Doone                             | Atualmente o filme é considerado perdido. |
| 1916 | Romeo and Juliet          | Juliet                                 | Atualmente o filme é considerado perdido. |
| 1916 | The Vixen                 | Elsie Drummond                         | Atualmente o filme é considerado perdido. |
| 1917 | The Darling of Paris      | Esmeralda                              | Uma adaptação do romance Notre Dame de Paris, de Victor Hugo Atualmente o filme é considerado perdido.                                                                                      |
| 1917 | The Tiger Woman           | Princess Petrovitch                    | Atualmente o filme é considerado perdido. |
| 1917 | Her Greatest Love         | Hazel                                  | Atualmente o filme é considerado perdido. |
| 1917 | Heart and Soul            | Jess                                   | Atualmente o filme é considerado perdido. |
| 1917 | Camille                   | Marguerite Gauthier                    | Atualmente o filme é considerado perdido. |
| 1917 | Cleopatra                 | Cleópatra                              | Aproximadamente 40 segundos deste filme existe ainda na "George Eastman House" Em 14 de setembro de 2023 foi descoberto um segundo fragmento do filme.                                      |
| 1917 | The Rose of Blood         | Lisza Tapenka                          | Atualmente o filme é considerado perdido. |
| 1917 | Madame Du Barry           | Jeanne Vaubernier                      | Atualmente o filme é considerado perdido. |
| 1918 | The Forbidden Path        | Mary Lynde                             | Atualmente o filme é considerado perdido. |
| 1918 | The Soul of Buddha        | Priestess                              | Atualmente o filme é considerado perdido. Um pequeno fragmento em "Theda Bara et William Fox" mostrando Theda fumando smoking enquanto ouve uma serenata é considerado um clip deste filme. |
| 1918 | Under the Yoke            | Maria Valverda                         | Atualmente o filme é considerado perdido. |
| 1918 | Salomé                    | Salomé                                 | Atualmente o filme é considerado perdido. 2 minutos de fragmentos ainda existem na Filmoteca Española.                                                                                      |
| 1918 | When a Woman Sins         | Lilian Marchard / Poppea               | Atualmente o filme é considerado perdido. |
| 1918 | The She Devil             | Lorette                                | Atualmente o filme é considerado perdido. |
| 1919 | The Light                 | Blanchette Dumond, aka Madame Lefresne | Atualmente o filme é considerado perdido. |
| 1919 | When Men Desire           | Marie Lohr                             | Atualmente o filme é considerado perdido. |
| 1919 | The Siren's Song          | Marie Bernais                          | Atualmente o filme é considerado perdido. |
| 1919 | A Woman There Was         | Princess Zara                          | Atualmente o filme é considerado perdido. |
| 1919 | Kathleen Mavourneen       | Kathleen Cavanagh                      | Atualmente o filme é considerado perdido. |
| 1919 | La Belle Russe            | Fleurett Sackton / La Belle Russe      | Atualmente o filme é considerado perdido. |
| 1919 | The Lure of Ambition      | Olga Dolan                             | Atualmente o filme é considerado perdido. |
| 1925 | The Unchastened Woman     | Caroline Knollys                       | Este filme está preservado na Academy Film Archive. |
| 1926 | Madame Mystery            | Madame Mysterieux                      | |
| 1926 | 45 Minutes from Hollywood | Ela própria                            | |